# かぐら (宝塚歌劇)
『かぐら』は宝塚歌劇団の作品。

## 雪組・宝塚大劇場公演
- 参考資料は60年史別冊[1]
- 1972年3月25日 - 4月26日
- 形式名は「日本民族舞踊第12集」
- 10場
- 併演はグランド・レビュー『ザ・フラワー』

### スタッフ
- 取材・構成：宝塚歌劇団日本郷土芸能研究会
- 演出・振付：渡辺武雄
- 脚本・演出補：川井秀幸
- 音楽：高橋廉・堤五郎・中元清純・河崎恒夫
- 音楽指揮・合唱指導：十時一夫
- 振付：高木祥次・鈴木武・睦千賀
- 装置：黒田利邦
- 衣装：小西松茂・中川菊枝
- 照明：今井直次
- 小道具：上田特市
- 効果：坂上勲
- 音響監督：松永浩志
- 演出助手：太田哲則
- 監修：三隅治雄
- 制作：野田浜之助

### 主な出演
- 神主：大路三千緒
- 坐子：三鷹恵子・木花咲耶
- タロベエ：郷ちぐさ
- お花どん：摩耶明美
- 五座の神：汀夏子・景千舟・浦路夏子・順みつき・尚すみれ
- 大蛇A：曽我桂子
- 歌手：高宮沙千・玉梓真紀

## 雪組・東京宝塚劇場公演
- 参考資料は90年史[2]
- 1972年8月1日 - 8月28日
- 構成：郷土芸能研究会
- 演出：渡辺武雄
- 脚本：川井秀幸
- 併演は『ザ・フラワー』